# 中国仏山市女児ひき逃げ事件
中国仏山市女児ひき逃げ事件（ちゅうごくぶつざんしじょじひきにげじけん）とは、2011年10月13日に発生したひき逃げ死亡事件である。

## 事件の概要
2011年10月13日の午後、中国広東省仏山市で両親が目を離した隙に路上に出た女児が、ワゴン車に轢かれた。ワゴン車は一旦停止したものの、もう一度轢いて走り去った。この後、18人の通行人が有ったものの、誰もが無視して助けることをしなかった。さらに女児はトラックにも轢かれた後、廃品回収業の女性に助けられ、病院に搬送された。しかし、心肺停止の状態で危篤であり、2011年10月21日0時32分に死去した。
女児の父親が情報提供のために携帯番号を公開したところ、ワゴン車でひき逃げした男から電話があったが驚いたことに、男は反省するどころかせせら笑いながら「女の子が突然飛び出してきて車にぶつかったので自分は悪くない、逮捕される理由がない」と言い放ったという。さらに、死亡事故であれば罰金が1500ドルであるが、生きていればその10倍以上払わなければならないので、女児を殺すつもりでもう一度轢いたという。
この男とトラックの運転者は、過失傷害（後に女児が死亡したので殺人）容疑で中国の警察に逮捕された。
この事件は世界中のメディアに報道され、中国国内外から通行人たちの倫理観に対する怒りと非難が殺到した。
事件の背景には、当時の中国の刑法や罰金制度に欠陥があり、社会道徳の欠如が指摘されている。